# John Henry Tilden
John Henry Tilden (Van Burenburg, Illinois, 21 settembre 1851 – Denver, Colorado (USA), 1º settembre 1940) è stato un medico e uno dei più noti igienisti. A lui si deve la definizione del paradigma della Tossiemia.

## Biografia
John Henry Tilden studiò medicina all'Istituto di Medicina Eclettica di Cincinnati, Ohio, fondato nel 1830 in segno di protesta contro le scuole di medicina allopatiche e omeopatiche del tempo. Si laurea in medicina nel 1872. Secondo la fonte più attendibile, suo padre era il dott. Joseph G. Tilden, che dal Vermont arriva nel 1837 nel Kentucky, dove si sposa.
John Henry Tilden inizia la sua professione medica a Nokomis, Illinois, dove nel giro di un anno lo troviamo a Saint Louis, Missouri, e successivamente a Litchfield, Illinois, fino al 1890, allorché si stabilisce a Denver, Colorado. Qui si insedia in un servizio medico di periferia, in un ambulatorio con altri medici. Più tardi apre un sanatorio in una zona lontano dalla città. Dirige questa scuola-sanatorio fino al 1924, momento in cui vende l'istituzione, per la metà di quanto l'aveva impegnata per svilupparla, al dott. Arthur Voss de Cincinnati, Ohio, con l'intenzione di dedicarsi alla scrittura e alle conferenze.
Tuttavia, nostalgico della sua scuola, dopo un po' compra due residenze sulla strada che porta a Denver (Pennsylvania) per farne una nuova scuola-sanatorio, finanziato nell'acquisto dal prestito di un amico, probabilmente verso il 1926. Questa scuola continuò la sua attività fino alla sua morte, avvenuta il 1 settembre 1940.
È in questi primi anni di pratica nell'Illinois che Tilden comincia a interrogarsi sull'utilizzo dei medicinali per guarire dalle malattie. Le sue letture, specialmente concernenti studi medici delle scuole di medicina europee, e le sue stesse riflessioni lo portano a credere all'esistenza di uno stile di vita che non porti a sviluppare la malattia e, in questo stesso periodo, comincia a formulare e sviluppare attivamente il suo pensiero sulla Tossiemia.
A cominciare dalla propria esperienza come medico a Denver, Tilden non utilizzerà più medicinali, ma metterà in pratica la propria teoria, consistente nel ripulire il corpo dai veleni tossici, permettendo così alla natura di operare la guarigione e insegnando ai propri pazienti come vivere senza creare una condizione tossica e conservare un corpo sano e libero da malattie. Realista, immune da compromessi, dedito a una rigorosa disciplina, Tilden non perdeva tempo con coloro che non accettavano di affrancarsi dalle loro abitudini degenerative; verso i suoi pazienti e discepoli tuttavia si mostrava al contempo amico fraterno e mentore. Nel 1900 fonda una rivista mensile chiamata "Il Club ..." i cui numeri continueranno ad essere pubblicati fino al 1915, allorquando ne cambierà il nome in "Il Filosofo della Salute", e nel 1926 in "Sogno e critica della Salute". La stampa della sua pubblicazione veniva pressoché interamente realizzata nelle prime ore del mattino, dalle tre alle sette. Lo scopo della rivista non era quello di guadagnare denaro, ma di diffondere i suoi insegnamenti. Con il tempo, la rivista raggiunse una grande divulgazione, non solamente negli Stati Uniti, ma anche all'estero e in Australia, ma non gli fruttò in termini di guadagno, in quanto Tilden rifiutava di fare da supporto pubblicitario come le società pubblicitarie gli raccomandavano.
Alla sua morte, dopo 66 anni di pratica, il dottor Tilden non aveva altro che una proprietà modestissima.

## I sette stadi della malattia
Shelton, rifacendosi a Tilden, divideva le fasi della malattia in sette stadi.
1. indebolimento o snervamento. L'energia nervosa viene ridotta o esaurita sì che tutte le normali funzioni corporee risultano fortemente menomate, in special modo l'eliminazione attraverso gli organi emuntori dei veleni endogeni ed esogeni. Inizia in questo primo stadio un processo progressivo e cronico di “tolleranza tossiemica” che prosegue attraverso tutti gli stadi successivi. La sensazione che avverte la persona intossicata è quella di “anormalità”, di stimolazione o depressione causata dal sovraccarico tossico.
2. tossiemia. L'energia nervosa è troppo bassa per eliminare i rifiuti metabolici e veleni causati dalla digestione, i quali complessivamente iniziano a saturare prima il flusso sanguigno e i fluidi linfatici e successivamente le stesse cellule. La sensazione che avverte la persona intossicata è quella di una stanchezza eccessiva, esaurimento e “spento.”
3. irritazione. Continua ad aumentare il livello tossiemico nel sangue, linfa e tessuti. I tessuti e le cellule dove c'è l'aumento tossico vengono irritati, provocando una leggera infiammazione. La persona intossicata può avvertire esaurimento, irritazione, nausea, prurito, anche forte.
4. infiammazione. L'infiammazione leggera del terzo stadio porta alla morte di cellule. La parte o l'organo dove le sostanze tossiche vengono ammassate diventa completamente infiammata. La persona sofferente prova dolore e malessere con sintomi decisamente patologici.
5. ulcerazione. I tessuti sono distrutti. L'ulcerazione forma uno sfogo per le sostanze velenose in aumento. La persona sofferente sperimenta una moltiplicazione e peggioramento dei sintomi con intensificazione del dolore.
6. indurimento. L'indurimento è il risultato dell'infiammazione cronica protratta per un periodo piuttosto lungo di tempo, frammista a infiammazione acuta sporadica, provocando un indebolimento o rallentamento della circolazione, mentre le cellule muoiono e sono sostituite da tessuto cicatrizzato. Le tossine possono a volte essere incapsulate in tessuto tumorale, sacco, ciste o polipo. La persona sofferente sopporta più dolore fisico, intensificato dall'angoscia emotiva e dalla volontà sempre frustrata di guarire.
7. cancro. L'integrità cellulare è compromessa attraverso la loro disorganizzazione e/o proliferazione cancerosa. I tessuti, organi e i sistemi nel loro complesso perdono la loro capacità di funzionare normalmente. I mutamenti biochimici e morfologici provocati dal deposito di tossine endogene ed esogene portano verso le degenerazione e la morte a livello cellulare con conseguente “confusione patologica”.

## Opere pubblicate
- 1909. Critica costruttiva e iconoclastica della pratica medica per lettori professionisti e profani (Iconoclastic and constructive criticisms of the practice of medicine: Designed for professional and lay readers)

- 1909. Eziologia delle appendiciti con trattamento dietetico e igienico applicato (The etiology of appendicitis: With the hygienic and dietetic treatment as applied)

- 1909. Eziologia del colera infantile, febbre tifoidea e appendiciti con trattamento igienico e dietetico (The etiology of cholera infantum, typhoid fever and appendicitis: With the hygienic and dietetic treatment)

- 1909. Eziologia della febbre tifoidea con trattamento igienico e dietetico applicato (The etiology of typhoid fever: With the hygienic and dietetic treatment as applied)

- 1910. Il problema della salute pubblica e il significato del disegno di legge di Owen (The national health problem,: And what the success of the Owen bill means)

- 1914. Cibo (Food)

- 1914. Malattie femminili e gravidanza facile (Diseases of women and easy childbirth)

- 1918. Il dietologo in tasca: come combinare i cibi per una corretta alimentazione, con menu speciali per estate e inverno (The pocket dietitian: Or, How to combine food for correct eating, special menus for summer and winter - ristampato nel 1920)

- 1920. Cura di madre e bambini (Care of children and mothers)

- 1920. Malattie veneree trattate senza farmaci (Venereal diseases: A drugless treatment of venereal diseases)

- 1921. Salute deteriorata, causa e cura: un rifiuto al trattamento convenzionale della malattia (Impaired health; its cause and cure: A repudiation of the conventional treatment of disease)

- 1921. Appendiciti: eziologia, trattamento igienico e dietetico (Appendicitis: The etiology, hygenic and dietetic treatment)

- 1923. Costipazione: una nuova letteri del soggetto (Constipation: A new reading on the subject)

- 1925. Cibo: composizione, preparazione, combinazione ed effetti, con un'appendice sulla cottura (Food: Its composition, preparation, combination, and effects, with appendix on cooking)

- 1926. Manuale di cucina, con suggerimenti sulle combinazioni alimentari e menu (Practical cook book: Including suggestions regarding proper food combinations with ... menus)

- 1927. Tossiemia spiegata: la vera interpretazione della causa della malattia e come il curare sia un'ovvia conseguenza. Un antidoto contro la paura, la frenesia e la follia popolare per le cosiddette cure (Toxemia explained: The true interpretation of the cause of disease : how to cure is an obvious sequence : an antidote to fear, frenzy and the popular mad chasing after so-called cures - 1º gennaio 1927, ristampato nel 1935)

- 1939. Epigrammi salutari (Health epigrams)